# Gobiesox fluviatilis
Gobiesox fluviatilis is een straalvinnige vissensoort uit de familie van de schildvissen (Gobiesocidae). De wetenschappelijke naam van de soort is voor het eerst geldig gepubliceerd in 1960 door Briggs & Miller.